# آزمایش پاپ اسمیر
آزمایش پاپ اسمیر یا آزمایش اسمیر جزء آزمایش‌های غربال‌گری است که برای تشخیص سرطان یا عواملی که منجر به سرطان گردن رحم خواهند شد، با نمونه‌برداری و آزمایش سلول‌شناسی گردن رحم دستگاه تولید مثلی زنان انجام می‌گیرد. توصیه می‌شود این آزمایش به صورت مرتب (اغلب سالانه) برای زنان انجام شود.
در ایالات متحده آمریکا، آزمایش اسمیر برای زنان ۲۱ ساله تا ۶۵ ساله توصیه می‌شود.

## تاریخچه
آزمایش پاپ اسمیر توسط پزشکی یونانی به نام جورجیوس پاپانیکولائو ابداع شد و به یاد او نام‌گذاری شد.

## روش انجام آزمایش
در آزمایش پاپ اسمیر پزشک توسط برس سرویکس نمونه‌ها را برمی‌دارد یا توسط اسپکولوم دهانه دستگاه تناسلی را باز کرده و با اسپاچولا نمونه‌ها را از رحم و گردن رحم برمی‌دارد. نمونه‌ها برای تشخیص سلول‌های ناهنجار به آزمایشگاه منتقل شده و زیر میکروسکوپ مشاهده می‌شوند. جهت انتقال این لام‌ها از فولدرهای لام  می‌توان استفاده کرد. این روش جز تشخیص سلول‌های سرطانی مرتبط با HPV، نشان‌دهنده عفونت‌های رحمی نیز هست.
روش سنتی و قدیمی‌تر انجام تست پاپ اسمیر، انتقال سلول‌های برداشته شده از مجاری واژن و دهانه رحم توسط وسایل نمونه‌برداری به یک اسلاید شیشه‌ای است. عیب این روش آن است که حدود ۸۰ درصد سلول‌ها بر روی وسایل نمونه‌برداری باقی‌مانده و دور ریخته می‌شوند. مزیت این روش کم‌هزینه‌تر بودن آن است. تا اواسط دهه ۹۰ تنها این روش استفاده می‌شد.
روش «تین پرپ» که کارایی بیشتری دارد در اواسط دهه ۹۰ معرفی شد. در این روش تمام سلول‌های برداشت شده به یک محلول نگهدارنده و سپس بر روی یک اسلاید شیشه‌ای منتقل می‌شود. هنگام انتقال سلول‌ها از محلول به اسلاید شیشه‌ای در روش تین پرپ، مواد غیر تشخیصی مانند سلول‌های خون، سلول‌های التهابی و موکوس حذف می‌شوند و آزمایشگر تنها سلول‌های دهانه رحم را منتقل می‌کند. همچنین سلول‌های دهانه رحم به صورت تک لایه به اسلاید منتقل می‌شوند؛ بنابراین هم‌پوشانی سلول‌های پوششی که در روش قدیمی وجود دارد و نیز احتمال پوشیده شدن یک سلول غیرطبیعی از بین می‌رود و قدرت تشخیصی تست پاپ اسمیر افزایش می‌یابد. همچنین هنگام انتقال سلول‌های دهانه رحم به محلول، می‌توان همزمان سلول‌های سرطانی و احتمال وجود HPV و عفونت‌های کلامیدیایی و سوزاک را بررسی کرد. نزدیک به ۹۰ درصد تست‌های پاپ اسمیر در آمریکا به روش تین پرپ است. این روش پرهزینه‌تر از روش سنتی است.

## تکرار آزمایش
تکرار آزمایش‌های غربالگری از کشوری به کشور دیگر متفاوت است؛ توصیه می‌شود به صورت منظم سه سال یک بار تا سن ۶۵سال تست پاپ اسمیر انجام شود و از سن ۶۵ سالگی به بعد، در صورت منفی بودن نتایج تست‌های پیشین، دیگر نیازی به غربالگری نیست. در سن بالای سی سال می‌توان در صورت انجام همزمان تست پاپ اسمیر با تست اچ پی وی، تست پاپ اسمیر را هر پنج سال یک بار انجام داد. انجام سالانه این تست در افراد سیگاری ومبتلا به نقص سیستم ایمنی و مصرف کورتون و سابقه شیمی درمانی و افراد مبتلا به ایدز توصیه می‌شود. 

## جواب آزمایش پاپ اسمیر
جواب آزمایش پاپ اسمیر معمولاً به صورت یک گزارش دقیق از وضعیت سلول‌های دهانه رحم ارائه می شود. این گزارش شامل اطلاعاتی درباره سلامت سلول ها، وجود یا عدم وجود تغییرات غیرطبیعی، و احتمال ابتلا به سرطان دهانه رحم است. تفسیر جواب آزمایش پاپ اسمیر نیاز به دانش تخصصی دارد، اما به طور کلی، نتایج به چند دسته تقسیم می‌شوند: طبیعی، غیرطبیعی، و نیاز به بررسی بیشتر.

## شرایط آزمایش
بهترین زمان انجام آزمایش، فاز پرولیفراتیو از چرخه قاعدگی یعنی حدود روز ۱۵ چرخه قاعدگی است. مراجعه‌کننده باید از یک هفته پیش از آزمایش کرم‌ها و پمادهای واژینال استفاده نکرده باشد؛ از ۴۸ ساعت پیش دوش واژینال استفاده نکرده باشد؛ از ۲۴ یا ۴۸ ساعت پیش آمیزش جنسی نداشته باشد؛ و پیش از آزمایش پاپ اسمیر معاینه واژینال نشده باشد.